# Ракшаса
Ракшаса (на санскрит: राक्षस) или алтернативното ракшас, е демон или неправеден призрак в индуистката и будистката митология. Ракшасите също така са наречени мъжеядци („Nri-chakshas“, „Kravyads“) или канибали. Женска ракшаса се нарича ракшаси и женската ракшаса в човешка форма е манушия-ракшаси.
Според Рамаяна, ракшасите са създадени от кракът на Брахма. Други източници твърдят, че са слезли от Пуластия или от Кхаса, или от Нирити и Нирита. Легендата твърди, че много от ракшасите са всъщност порочни хора в предишни въплъщения. Ракшасите са известни с обезпокоителни жертвоприношения, оскверняване на гробове, тормозене на свещеници, обладаване на човешки същества и т.н. Техните нокти са отровни и се хранят с човешка плът или развалена храна. Те мога да променят вида си, да правят илюзии и магии.